# Cobaea pringlei
Cobaea pringlei är en blågullsväxtart som först beskrevs av Homer Doliver House, och fick sitt nu gällande namn av Paul Carpenter Standley. Cobaea pringlei ingår i släktet Cobaea, och familjen blågullsväxter. Inga underarter finns listade i Catalogue of Life.

## Bildgalleri

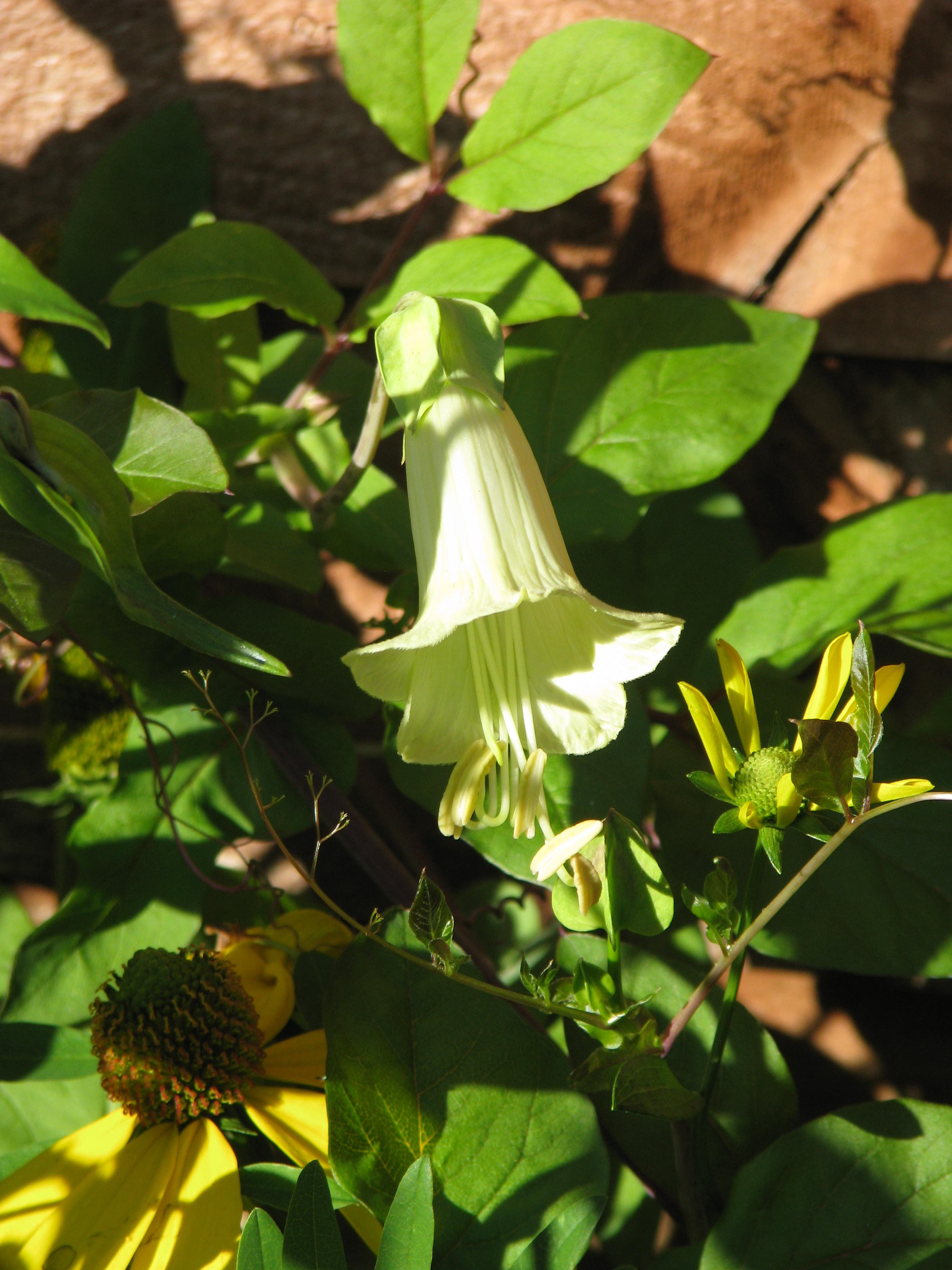